# Yeşilyurt (district, Malatya)
Yeşilyurt is een Turks district in de provincie Malatya en telt 33.206 inwoners (2007). Het district heeft een oppervlakte van 503,9 km². Hoofdplaats is Yeşilyurt.
De bevolkingsontwikkeling van het district is weergegeven in onderstaande tabel.
| 1997   | 2000   | 2007   |
| ------ | ------ | ------ |
| 39.729 | 45.551 | 33.206 |